# Novohrad–Nógrád Geopark
A világ első határon átnyúló UNESCO Globális Geoparkja összesen 1 619 négyzetkilométeren terül el, 64 magyarországi és 28 szlovákiai települést összefogva. A geopark felöleli a Cserhát, a Medves, a Karancs és a Cseres hegység hegyvonulatait, valamint magába foglalja a Karancs-Medves Tájvédelmi Körzetet is. Területén található az UNESCO világörökség Hollókő, a Cserhát Natúrpark, az Európa Diplomás Ipolytarnóci Ősmaradványok Természetvédelmi Terület, valamint a Nemzeti Kegyhelyként és Nemzeti Emlékhelyként nyilvántartott Mátraverebély-Szentkút is.
A geopark egy lehetőség, amely a turizmuson, a kézművességen, a helyi kultúra és történelem bemutatásán keresztül számos, a közösségfejlesztést, identitásformálást és a munkahelyteremtést is szolgáló fejlesztési lehetőségeket kínál az alacsony gazdasági jövedelmű területeken.
A Novohrad–Nógrád Geopark 2021-ben csatlakozott a GEOFOOD nemzetközi védjegyrendszerhez, amely az UNESCO Globális Geoparkok helyi termelői és éttermei számára kínál nemzetközi megkülönböztetési lehetőséget, s amelynek a célja a zéró kilométeres beszállítói láncok ösztönzése a fenntartható gazdaság és fenntartható természet érdekében.

## A geopark települései
Magyarországon:
Alsótold, Bárna, Bátonyterenye, Bér, Bokor, Buják, Cered, Cserhátsurány, Cserhátszentiván, Ecseg, Egyházasgerge, Endrefalva, Erdőtarcsa, Etes, Felsőtold, Garáb, Herencsény, Hollókő, Ipolytarnóc, Karancsalja, Karancsberény, Karancskeszi, Karancslapujtő, Karancsság, Kazár, Kisbárkány, Kishartyán, Kozárd, Kutasó, Litke, Lucfalva, Ludányhalászi, Magyargéc, Márkháza, Mátraszele, Mátraszőlős, Mátraverebély, Mihálygerge, Nagybárkány, Nagykeresztúr, Nagylóc, Nemti, Nógrádmegyer, Nógrádsipek, Nógrádszakál, Piliny, Rákóczibánya, Rimóc, Ságújfalu, Salgótarján, Sámsonháza, Somoskőújfalu, Sóshartyán, Szalmatercs, Szanda, Szécsény, Szécsényfelfalu, Szilaspogony, Szirák, Tar, Terény, Vanyarc, Varsány, Vizslás, Zabar.
Szlovákiában:
Belina (Béna), Biskupice (Fülekpüspöki), Blhovce (Balogfala), Čakanovce (Csákányháza), Čamovce (Csomatelke), Dubno (Dobfenek), Fiľakovo (Fülek), Fiľakovské Kováče (Fülekkovácsi), Gemerský Jablonec (Almágy), Hajnáčka (Ajnácskő), Kalonda (Kalonda), Lipovany (Romhánypuszta), Mučín (Mucsény), Nová Bašta (Egyházasbást), Petrovce (Gömörpéterfala), Pleš (Fülekpilis), Prša (Perse), Radzovce (Ragyolc), Rapovce (Rapp), Ratka (Rátkapuszta), Šiatorská Bukovinka (Sátorosbánya).

## Geoturisztikai értékek
A Pannon-medence kialakulásának utolsó 30 millió évét bemutató geopark rendkívül gazdag vulkáni képződményekben és látványosan bemutatható emlékhelyekben. Az UNESCO által deklarált magyarországi 44 geosite közül 24 látogatható, 2 pedig korlátozásokkal látogatható.
Kiemelt geoturisztikai értékek, látogatható geotópok
- Kishartyáni kőlyukoldal
- Kazári riolittufa
- Ipolytarnóci Ősmaradványok
- Béri andezitoszlopok
- Somoskői bazaltorgonák
- Páris-patak szurdokvölgye, Nógrádszakál
- Sárkányszikla (Nemti) Leánykő (Nemti)
- Morgó-gödör, Nemti
- Remetebarlangok (Mátraverebély - Szentkút)
- Földalatti bányamúzeum, Salgótarján
- Szénmedence, Salgótarján és környéke
- Rákóczibányai Mintaraktár
- Kőbánya Ösvény, Hollókő
- Baglyaskő, Salgótarján
- Salgó, Salgótarján-Salgóbánya
- Bagó-kői bánya, Salgótarján-Rónabánya
- Nádas-tó, Nagybárkány
- Kiskő, Bárna
- Vár-hegy, Sámsonháza
- Kozárdi alapszelvény, Kozárd
- Peres, Terény
- Szandai Várhegy déli oldala, Szanda
- Rákóczi -kápolna alatti útbevágás, Mátraszőlős
- Oszkoruzsa árok, Sámsonháza
- Nagyboldogasszony-forrás, Ecseg
- Nyerges-Patak völgye, Szécsényfelfalu
- Újkút-Puszta, Buják
- Szurdok-völgy, Felsőtold

## A térség várai
A térség egykor Magyarország végvárrendszerének része volt. A várak nagy része a török időkben elpusztult, viszont romajaikban is bámulatosan szépek, érdemes egy-egy túra erejéig felkeresni őket.
- Füleki vár
- Ajnácskő vára
- Somoskői vár
- Salgó vára
- Hollókő vára
- Szanda vára
- Fejérkő vára, Sámsonháza
- Baglyaskő vára, Salgótarján
- Bujáki vár
- Ilonavár, Ecseg
- Zagyvafői vár

## Öko-, aktív és geoturisztikai útvonalak
Országos Kéktúra
Az Országos Kéktúra (OKT) Nógrád megyei szakaszán a 18., 19., 20., számú túraútvonal hossza összesen 157,4 km, amelynek 19 településén összesen 31 túraszakasz teljesítését igazoló pecsételőhely található.
Mária-út
Fontos és nemcsak zarándokok által használt turistaút a Mária Út, amely szintén érinti a fejlesztési területet. A Mária Útnak több leágazása is van a geopark déli részén, amely Mátraverebély-Szentkúttól egyetlen útszakaszban folytatódik.
Zöld Út
A Cserhát Natúrpark 2014-ben alakította ki a Zöld Út hálózatot a térségben, nemzetközi módszertan alapján. A zöldutak olyan többfunkciós útvonalak, amelyek lakott területeket kapcsolnak össze történelmi és kulturális emlékhelyekkel, parkokkal. A Cserhát Natúrpark Zöldút hálózata több mint 270 km , ahol nemcsak gyalogos, de kerékpáros és lovasturisztikai lehetőségek is várják a pihenni, túrázni vágyókat.
Tanösvény hálózat
A Zöld Út, a Mária-út és a Kéktúra adja az alapját a gyalogos túraúthálózatnak, amelyhez kapcsolódva további 21 olyan tanösvény társul, amelyet vagy a Bükki Nemzeti Park Igazgatóság, vagy a Novohrad–Nógrád Geopark, vagy az Ipolyerdő Zrt. alakított ki és gondoz.